# Radioåret 1922

## Händelser

### Januari
- 1 januari - Det brittiska radiobolaget BBC börjar sända i London och kan höras med kristallmottagare [1].

### Februari
- Februari - Världens första radiosändning av en symfonisk konsert görs med Detroit Symphony Orchestra över station WWJ.[2].
- 19 februari - Ed Wynn blir första stora vaudevillestjärna i radio. Sändningen är Ed Wynns The Perfect Fool och stationen är WJZ, New York, USA. De är också världens första radiosändning inför publik.[2]

### Mars
- 23 mars – Countrymusikern Fiddlin’ John Carson uppträder för första gången via radiosändaren WSB i Atlanta.[3].

### Maj
- 11 maj - Det första sportreferatet i radio i Storbritannien görs på station 2LO. Arthur Burrows refererar en boxningsmatch mellan Ted "Kid" Lewis och Georges Carpentier på Olympia. På grund av press från tidningarna görs sedan inga sportsändningar i Storbritannien förrän 1927.[4]

### Juni
- Juni – Provradiosändningar inleds i Sverige av privata företag. Radiostationer etableras i Sverige.[källa behövs]

### September
- 7 september: Den första radiosändningen i Brasilien genomförs i samband med Brasliens 100-årsjubileum som självständigt stat. President Epitácio Pessoa medverkar.[5]

### Oktober
- 18 oktober – Det brittiska radiobolaget BBC (British Broadcasting Company, senare British Broadcasting Corporation) inleder sin verksamhet.

### November
- November - Telegrafverkets försöksanstalt börjar med provsändningar från Vaxholm. TT och tillsammans med Elektriska Aktiebolaget A.E.G. lade in en ansökan om ensamrätt för att anordna rundradiosändningar under ett särskilt aktiebolag, AB Radiotelefon. Alla apparater skulle levererar av A.E.G. Radiobolaget och L.M. Ericsson. Telegrafverket, som var huvudman för beviljande av utsändningsrätt skulle erhålla 5 kronor för varje mottagningsapparat. 29 juni 1923 återkom Kungl. Maj:ts beslut, som uppdrog åt telegrafstyrelsen att lösa frågan efter vissa uppstända riktlinjer.[6]
- 1 november – Den första norska väderprognosen i radio sänds i Bergen radio, i dagliga inslaget Meteo Prognostique blir direktör för Meteorologisk institutt i Norge [7].
- 14 november - BBC sänder sina två första nyhetsbulletiner, båda läses två gånger ("en gång snabbt, och en gång långsamt" – för att avgöra lyssnarens reaktion).[8]

### Fotnoter
1. ↑  20:e århundrades När Var Hur - 1922, Bernt Himmelstedt, Forum, 1999
2. 1 2  The Shell Book of Firsts, 1983. p. 240
3. ↑  WSB History 1920s Events
4. ↑  The Shell Book of Firsts, 1983. p. 149
5. ↑  Vincent, Jon S. (2003). Culture and customs of Brazil. Greenwood. sid. 101. ISBN 978-0313304958
6. ↑  Om rundradions start i Sverige Artikel av Gustaf Reuterswärd i SR:s årsbok 1964
7. ↑  MET Arkiverad 21 juni 2011 hämtat från the Wayback Machine.
8. ↑  About BBC News - official site